# Victoria Poon
Victoria Poon (Cheuk Yuen Victoria Poon, 潘卓源) est une nageuse canadienne née le 12 octobre 1984 à Hong Kong, en Chine. Ses spécialités sont le 50 mètres et le 100 mètres nage libre.

## Biographie
Elle participe aux jeux olympiques de 2008 où elle est éliminée lors du premier tour sur le 50 mètres nage libre. Elle participe également à quatre éditions des championnats du monde, en 2005, en 2007, 2009 et 2011 dans des épreuves de relais et aux Jeux du Commonwealth de 2006 et 2010, toujours en relais.
Son meilleur résultat est une médaille de bronze aux Championnats pan-pacifiques 2010 où elle remporte la médaille de bronze sur 50 mètres nage libre et 4 × 100 m nage libre. Elle a également battu le record canadien du 50 m papillon féminin à la Coupe Canada de natation en 2008.

## Palmarès

### Championnats du monde

#### Grand bassin
- Championnats du monde 2015 à Kazan :
  -  Médaille de bronze du relais 4 × 100 m nage libre mixte (participe uniquement aux séries).